# USS Utah (SSN-801)
El USS Utah (SSN-801) será un submarino nuclear de ataque de la clase Virginia Bloque IV de la Armada de los Estados Unidos. El secretario de Marina, Ray Mabus, anunció el nombre el 28 de septiembre de 2015 en una ceremonia en Salt Lake City, Utah. La Marina seleccionó específicamente el barco número "801" para que se llamara Utah, incluso saltando sobre otros barcos aún sin nombre, ya que 801 es el código de área telefónica de la capital de Utah, Salt Lake City.
La ceremonia de colocación de la quilla tuvo lugar el 1 de septiembre de 2021 en las instalaciones de Groton de General Dynamics Electric Boat en Groton, Connecticut. La patrocinadora de los barcos es Kate Mabus, hija del exsecretario de Marina, Ray Mabus.